# Национална гвардия (предаване)
Вижте пояснителната страница за други значения на Гвардия.
„Национална гвардия“ е седмично политическо публицистично предаване по „Балкан българска телевизия“ (ББТ) с водещ Боян Расате.
Предаването стартира през април 2007 и разглежда актуални проблеми от обществено-политическия живот в България. Предаването е свалено от ефир, след като преди парламентарните избори през юни 2009 година „Нова българска медия“ на Ирена Кръстева, близка до Движението за права и свободи (ДПС), купува телевизията.
Идеята за телевизионно предаване се заражда, след като през 2005 година партията Български национален съюз оттегля доверието си от Волен Сидеров и организацията на Расате решава да върви по собствен път.
В средата на 2006 година хората на Расате имат вече избистрена концепция за телевизионно предаване и преговарят с няколко телевизии. В крайна сметка се договарят с Петър Манджуков, който по това време е собственик на Балкан българска телевизия.
Предаването се излъчва в национален ефир и според рейтинговите проучвания, преди да бъде спряно, има средна гледаемост около 100 хил. души, което го нарежда сред най-популярните политически публицистични предавания тогава.
„ББТ беше единствената телевизия, която се съгласи да пусне наше предаване в ефир“. Това отговаря Расате на обвиненията, че Петър Манджуков е близък до Българската социалистическа партия.
До свалянето на Национална ГВАРДИЯ от ефир са излъчени 98 предавания. Скандал предизвиква излъчен материал, в който през 2007 година на предизборна среща на партия „Атака“, мутри разгонват граждани, които задават неудобни въпроси на кандидата Слави Бинев.
Срещу водещия Боян Расате има подадени няколко сигнала в СЕМ и едно дело за расово и дискриминационно третиране, целящо прилагане на расова дискриминация и етническа сегрегация, повдигнато от Българския хелзинкски комитет (БХК) и ромската информационна агенция „Де факто“.
Предаването рекламира дейността на партия „Гвардия“ и Български национален съюз.

## Движение „Гвардия“
Предшественик на предаването е политическата партия „ГВАРДИЯ“. През ноември 2005 година националистите от БНС, както и напуснали членове от „Атака“ на национален сбор в с. Горно Изворово, обл. Стара Загора, взимат решение да регистрират нова националистическа партия. В началото на следващата година чрез анкета в няколко ежедневника е проведено допитване относно името. От направените предложение националистите се спират на „ГВАРДИЯ“. Според тях в „референдума“ са участвали близо 20 хил. души.
Движение „ГВАРДИЯ“ е официално учредено три месеца по-късно на 13 май 2006 г., когато 517 делегати от цялата страна се събират в София и се обявяват за „Гвардейци на Родината“. „ГВАРДИЯ“ се представя като социално-патриотично движение на всички българи, търсещи коренна промяна на социалната, политическата и културната среда в България. Целите ѝ са да защитава идеите на сдружението БНС. Партията често е обвинявана за про-фашистка.
Гвардейците се обявяват в защита на „националните и социалните интереси на Българите“ и „за силна и независима България, за предимство на родните начинания и възмездие за цялата политическа класа, която ни ограбва и предава повече от 20 години“. Партията се характеризира с популистката си (виж популизъм и фашизъм) и анти-партийна реторика, в контекста на масовото разочарование от политическата система.
Два месеца преди изборите съдът отнема регистрацията на БНС – ГВАРДИЯ и организацията участва на изборите под името БНС – НД.
Без достатъчно пари и време за подготовка на предизборната кампания (партията има наблюдатели само в няколко изборни секции), БНС – НД събира едва 3800 гласа.
След изборите ръководството на партията свиква пресконференция и обвинява ЦИК във фалшификация на изборните резултати.
След неуспеха на парламентарните избори през 2009 г. ГВАРДИЯ съществува формално. През 2010 г. след оттеглянето на Боян Расате от лидерското място в БНС, партията е изоставена като приоритет от новото ръководство и фактически престава да съществува.

## Национална гвардия
През август 2007 в кв. Красна поляна избухват етнически безредици след сбиване между българи и роми. Полицията не успява да овладее положението и много граждани от квартала са бити от въоръжени цигани, десетки автомобили са изпотрошени, както и някои магазини.
На 19 август 2007 г. във Военния клуб БНС обявява, че ще сформира по името на предаването си национална гвардия от доброволци, които да защитават българското население от ромската престъпност. За основа на бъдещите отряди трябва да послужи спортната организация на Съюза. Униформите на гвардейците са военни – черен панталон и бежова риза, които много напомнят на униформите на щурмовите отряди на NSDAP, заради което „гвардейците“ са обвинени от някои политици във фашизъм, което от БНС отричат.
Действията на националистите са осъдени от управляващите и опозицията като „най-сериозната провокация срещу държавата, от началото на прехода до днес“. Срещу организацията е повдигнато разследване, което по-късно е прекратено.